# Françoise Romand
Pour les articles homonymes, voir Romand.
Françoise Romand est une réalisatrice française née à Marseille.
Tourné en 1985, Mix-Up ou Méli-Mélo obtient une reconnaissance critique aux États-Unis. Après sa découverte par Vincent Canby du New York Times, le journaliste du Chicago Reader, Jonathan Rosenbaum, le sélectionne premier des dix meilleurs films de 1988, dans les 15 meilleurs des années 1980 aux côtés de Ridley Scott, Martin Scorsese, John Cassavetes, Chris Marker, Alain Resnais, Jean-Luc Godard et parmi les 10 meilleurs films de femmes… Appelez-moi Madame (Call Me Madame) remportera le même succès. Il faudra attendre 2008 pour que la presse française commence à s'en faire l'écho.

## Biographie
De Mix-Up à Thème Je, Françoise Romand, ancienne élève de l'IDHEC (1977), réinvente le documentaire en lui injectant fantaisie et fiction. Dans tous ces films, bouleversants d'humanité et de compassion pour ses personnages, elle n'est pas dupe du pouvoir de la caméra et ne cesse de répéter que "tout ça, c'est du cinéma !" à l’instar de son arrière-grand-père ciotaden qui jouait le rôle du garnement dans le célèbre film des frères Lumière L’arroseur arrosé. Son humour critique et la complicité qu'elle installe avec celles et ceux qu'elle filme, tant dans ses fictions que dans ses documentaires, lui permettent de réaliser une œuvre dont la recherche de l'identité est la clef.
Tous les films de Françoise Romand interrogent l'identité de ses personnages. Dans Mix-up ou Méli-mélo des bébés sont échangés à la naissance, dans Appelez-moi Madame, un militant communiste devient transsexuel à 55 ans, dans Les miettes du purgatoire deux jumeaux vivent en symbiose avec leurs parents très âgés, dans Passé Composé un homme à la recherche douloureuse de son passé rencontre une femme amnésique qui fuit le sien, dans Vice Vertu et Vice Versa deux voisines de palier s'échangent leurs vies, l'une prostituée de luxe l'autre intellectuelle au chômage, jusqu'à Thème Je où la cinéaste retourne sur elle la caméra en fouillant les histoires de famille et les réinventant, se permettant avec elle-même ce qu'elle n'aurait jamais osé avec qui que soit d'autre.
Les films de Romand évitent les commentaires, réfléchissant les vies ordinaires de personnages extraordinaires sous l'œil fantasque de la mise en scène. Le drame se joue toujours dans la comédie. La distance n'est pas celle de l'auteur à son sujet, mais du sujet au filmage, rapprochant le spectateur au plus près de l'émotion.
En 2007 et 2008, la réalisatrice met en scène Ciné-Romand,, happening en appartements autour de ses films. Avec la complicité des voisins d'un quartier et une armée de guides qu'elle nomme des anges, Romand invente une installation ludique, qui gomme la frontière imaginaire entre fiction et réalité... La consigne est simple : les hôtes, chez qui sont projetés les films de la réalisatrice, continuent à vivre comme si de rien n'était tandis que les spectateurs les visitent dans la plus grande discrétion. À partir de son travail de réalisatrice, l’artiste génère une création à la croisée du théâtre documentaire et du cinématographe. Romand filme l'installation, rajoutant une strate à la mise en abîme dont la projection en salle n'est peut-être pas le dernier avatar.
En 2015 elle sort Baiser d'encre, une fantaisie documentaire sur les artistes Ella et Pitr.
Françoise Romand attache autant d'importance au son et à la musique (Nicolas Frize, Bruno Coulais, Jean-Jacques Birgé) qu'aux images.
En 2020 elle reçoit le Prix Charles Brabant de la SCAM pour l'ensemble de son œuvre.

## Filmographie
- 1977 : Rencontres, 21 min
- 1985 : Mix-Up ou Méli-Mélo (dvd Lowave), 63 min (Ouverture du New Directors New Films au MOMA/Lincoln Center, NY, 1986)
- 1986 : Appelez-moi Madame (dvd alibi), 52 min (New Directors New Films au MOMA/Lincoln Center, NY / Golden Gate Award au San Francisco Film Festival 1987)
- 1987 : Villa Médicis hors les murs aux USA[pas clair]
- 1992 : Les miettes du purgatoire, 14 min
- 1993 : Dérapage contrôlé, 12 min
- 1994 : Passé-Composé, 95 min avec Feodor Atkine, Laurence Masliah (Semaine de la Critique à la Mostra de Venise, 1995)
- 1995 : Rétrospective au Film Center Art Institute (Musée de Chicago)
- 1996 : Vice Vertu et Vice Versa, 87 min avec Florence Thomassin, Anne Jacquemin, Marc Lavoine
- 1997 : L'enfant Hors-Taxes, 26 min
- 1999 : Croisière sur le Nil, 8 × 26 min
- 1999-2000 : Enseigne le cinéma à l'Université de Harvard, États-Unis
- 2000 : La règle du Je, 15 min
- 2000 : Agnès Varda's Feet, 5 min avec Agnès Varda
- 2001 : ikitcheneye.com (site)
- 2002 : La règle du je tu elle il, 80 min
- 2002 : Iconoclash, 26 min
- 2003 : Si toi aussi tu m'abandonnes, 52 min
- 2005 : themeje.org (site)
- 2007-2008 : Ciné-Romand (happening)
- 2008 : 22 ans plus tard... / Onboard, 30 min avec Jean-Jacques Birgé
- 2009 : Ciné-Romand (dvd alibi), 86 min
- 2010 : Le son de Vinyl, 23 min
- 2011 : Gais Gay Games, 30 min
- 2011 : Thème Je (The Camera I), 107 min
- 2012 : Téléromand (16 courts métrages dont La caméra change de main, Chacuns[pas clair] et Mix-Up Remix), 90 min
- 2015 : Baiser d'encre, 92 min
- 2018 : Jiraïr, 22 min
- 2023 : Ma vie de merde, 17 min